# NGC 7012
NGC 7012 је елиптична галаксија у сазвежђу Микроскоп која се налази на NGC листи објеката дубоког неба.
Деклинација објекта је - 44° 48' 52" а ректасцензија 21h 6m 45,5s. Привидна величина (магнитуда) објекта NGC 7012 износи 12,7 а фотографска магнитуда 13,7. NGC 7012 је још познат и под ознакама ESO 286-51, AM 2103-450, PGC 66116.